# 聖シェナーンと竜
聖シェナーンと竜（せいシェナーンとりゅう）はアイルランドに伝わる聖人伝説である。

## 概要

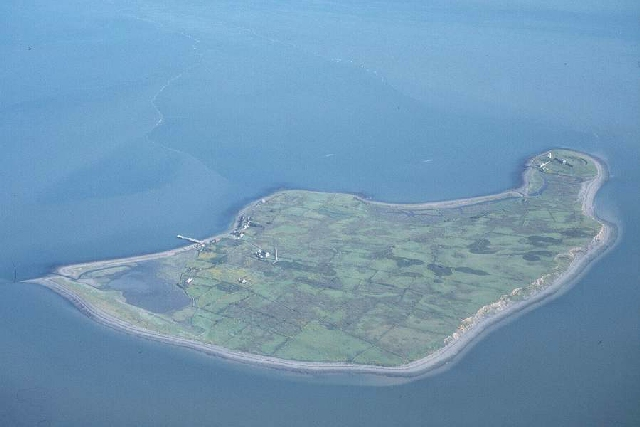
カヒー島の航空写真

アイルランドのカヒー島には1つ眼の凶暴な竜が棲んでいたという。その腹はふいごのようであり、口から吐く息は炎となった。大きな2本の脚を持ち、歩くたびに鉄のような大きな爪が地面をえぐった。海に入れば、全身から放つ熱と毒気によって海水は煮え立った。この恐ろしい竜と会って逃れ得た者はいなかった。
ある時、聖シェナーン (Senán mac Geirrcinn)が大天使ミカエルのお告げを受け、カヒー島に来て教会を建てようとした。彼の到着を知った怪物は怒りまくった。しかし聖シェナーンは慌てることなく、怪物に言った。「この島を去り、途中では誰をも、着いた先でも誰をも傷つけるな」。すると怪物はシェナーンの言葉に従い、そうしてスリアブ・コランのドゥーロッホに着いてもそこで無害な怪物として過ごしたという。
アイルランドやスコットランドの伝承に登場する竜には、ワームのように蛇に似た毒を吐くものと、ドラゴンのように翼を持ち炎の吐くものがいる。この地域では、前者の竜が多くの伝承にみられるが、シェナーンとまみえたこの竜はドラゴンに近い怪物だと考えられる。